# Adolf Klepš
Adolf Klepš (12. září 1964 Vrchlabí – 10. října 2017 Hradec Králové) byl od roku 2001 náčelník Horské služby ČR v Krkonoších, od roku 2016 zastupitel Královéhradeckého kraje a od roku 1994 zastupitel města Špindlerův Mlýn. Zemřel deset dní poté, co v říjnu 2017 zkolaboval při výstupu na Sněžku.

## Život
Absolvoval gymnázium ve Vrchlabí. Následně pokračoval na vysokou školu, tu ale nedokončil.
Po návratu ze základní vojenské služby se živil jako poštovní doručovatel. V roce 1991 se stal profesionálním členem horské služby a od roku 2001 byl náčelníkem Horské služby ČR v Krkonoších. Od roku 2007 vedl dobrovolnou složku Horské služby ČR v celé České republice.
Adolf Klepš byl dvakrát ženat a měl tři děti.

## Politické působení
Do politiky vstoupil, když byl v komunálních volbách v roce 1994 zvolen jako nestraník za ODA do Zastupitelstva města Špindlerův Mlýn. Mandát zastupitele města pak obhájil v komunálních volbách v roce 1998 (nestraník za ODS), 2002 (nezávislý kandidát), 2006 (nezávislý kandidát) a 2010 (nezávislý kandidát). V některých volebních obdobích byl navíc radním města. Ve volbách v roce 2014 obhájil post zastupitele města, když vedl jako nestraník tamní kandidátku TOP 09.
Kandidoval také do Zastupitelstva Královéhradeckého kraje. V krajských volbách v roce 2004 jako nestraník za SNK sdružení nezávislých, 2008 jako nestraník za SNK-ED a 2012 opět jako nestraník za SNK-ED. Ani jednou však neuspěl. V krajských volbách v roce 2016 měl být lídrem kandidátky TOP 09 v Královéhradeckém kraji, ale kvůli pracovní vytíženosti z pozice odstoupil. Na kandidátce nakonec figuroval na 5. místě, vlivem preferenčních hlasů však skončil druhý a stal se krajským zastupitelem.
Třikrát se rovněž neúspěšně pokoušel dostat do Poslanecké sněmovny PČR. Kandidoval vždy v Královéhradeckém kraji, v roce 2002 jako nestraník za Sdružení nezávislých, v roce 2006 jako nestraník za SNK-ED a v roce 2013 jako nestraník za politické hnutí Změna.
Ve volbách do Senátu PČR v roce 2014 kandidoval za TOP 09 a STAN v obvodu č. 39 – Trutnov. Se ziskem 21,39 % hlasů skončil v prvním kole na 2. místě a postoupil tak do kola druhého. V něm prohrál poměrem hlasů 36,05 % : 63,94 % s nestraníkem za hnutí ANO 2011 Jiřím Hlavatým.